# DDR-Einzelmeisterschaft im Schach 1982
Die 31. DDR-Einzelmeisterschaft im Schach fand vom 8. bis 23. Februar 1982 in Salzwedel statt.
Die Teilnehmer hatten sich über das sogenannte Dreiviertelfinale sowie ein System von Vorberechtigungen und Freiplätzen für diese Meisterschaft qualifiziert. Schiedsrichter waren Werner Schreyer (Herren) und Paul Werner Wagner (Damen). Gespielt wurde in der Aula der Jahn-Oberschule. 

## Meisterschaft der Herren
Rainer Knaak gewann seinen dritten DDR-Meistertitel vor Titelverteidiger Wolfgang Uhlmann und dem Meister von 1979 Lothar Vogt. Damit lagen erstmals drei Großmeister an der Spitze des Feldes.

### Abschlusstabelle
|    | Teilnehmer                                    | 01 | 02 | 03 | 04 | 05 | 06 | 07 | 08 | 09 | 10 | 11 | 12 | 13 | 14 | Punkte |
| -- | --------------------------------------------- | -- | -- | -- | -- | -- | -- | -- | -- | -- | -- | -- | -- | -- | -- | ------ |
| 01 | Rainer Knaak (SG Leipzig)                     |    | ½  | ½  | 0  | 1  | 1  | ½  | 0  | 1  | 1  | 1  | 1  | 1  | 1  | 9½     |
| 02 | Wolfgang Uhlmann (Post Dresden)               | ½  |    | ½  | ½  | ½  | 0  | 1  | 1  | ½  | 1  | 1  | ½  | 1  | 1  | 9      |
| 03 | Lothar Vogt (SG Leipzig)                      | ½  | ½  |    | 1  | ½  | ½  | 1  | 1  | 0  | 0  | 1  | 1  | ½  | 1  | 8½     |
| 04 | Uwe Bönsch (Buna Halle-Neustadt)              | 1  | ½  | 0  |    | ½  | ½  | 1  | 0  | ½  | ½  | 1  | 1  | 1  | 1  | 8½     |
| 05 | Lutz Espig (Greika Greiz)                     | 0  | ½  | ½  | ½  |    | ½  | ½  | ½  | ½  | 1  | ½  | 1  | 1  | ½  | 7½     |
| 06 | Peter Hesse (Motor SO Magdeburg)              | 0  | 1  | ½  | ½  | ½  |    | 0  | 0  | 1  | 1  | 1  | 1  | ½  | 0  | 7      |
| 07 | Raj Tischbierek (SG Leipzig)                  | ½  | 0  | 0  | 0  | ½  | 1  |    | 1  | 0  | 1  | 1  | ½  | ½  | 1  | 7      |
| 08 | Peter Enders (Funkwerk Erfurt)                | 1  | 0  | 0  | 1  | ½  | 1  | 0  |    | ½  | 0  | ½  | ½  | 1  | ½  | 6½     |
| 09 | Gernot Gauglitz (Post Dresden)                | 0  | ½  | 1  | ½  | ½  | 0  | 1  | ½  |    | 0  | 0  | 0  | 1  | 1  | 6      |
| 10 | Günther Möhring (Buna Halle-Neustadt)         | 0  | 0  | 1  | ½  | 0  | 0  | 0  | 1  | 1  |    | 0  | 1  | 1  | 0  | 5½     |
| 11 | Thomas Pähtz (Funkwerk Erfurt)                | 0  | 0  | 0  | 0  | ½  | 0  | 0  | ½  | 1  | 1  |    | 1  | 0  | 1  | 5      |
| 12 | Joachim Brüggemann (Funkwerk Erfurt)          | 0  | ½  | 0  | 0  | 0  | 0  | ½  | ½  | 1  | 0  | 0  |    | ½  | 1  | 4      |
| 13 | Helmut Roßmann (Motor SO Magdeburg)           | 0  | 0  | ½  | 0  | 0  | ½  | ½  | 0  | 0  | 0  | 1  | ½  |    | 1  | 4      |
| 14 | Christian Steudtmann (Lok/TH Karl-Marx-Stadt) | 0  | 0  | 0  | 0  | ½  | 1  | 0  | ½  | 0  | 1  | 0  | 0  | 0  |    | 3      |

### Dreiviertelfinale
Das Dreiviertelfinale der Herren fand im Sommer 1981 im Schachdorf Ströbeck statt. Schiedsrichter war Roland Rümmler. 
Gruppe 1
|   | Teilnehmer                               | 01 | 02 | 03 | 04 | 05 | 06 | 07 | 08 | Punkte |
| - | ---------------------------------------- | -- | -- | -- | -- | -- | -- | -- | -- | ------ |
| 1 | Günther Möhring (Buna Halle-Neustadt)    |    | 1  | ½  | ½  | ½  | 1  | 1  | ½  | 5      |
| 2 | Thomas Pähtz (Funkwerk Erfurt)           | 0  |    | 0  | 1  | ½  | 1  | 1  | 1  | 4½     |
| 3 | Frank Belke (Post Dresden)               | ½  | 1  |    | ½  | ½  | 1  | 0  | 1  | 4½     |
| 4 | Harald Darius (Motor SO Magdeburg)       | ½  | 0  | ½  |    | ½  | 1  | 1  | 1  | 4½     |
| 5 | Manfred Schöneberg (SG Leipzig)          | ½  | ½  | ½  | ½  |    | 0  | 1  | 1  | 4      |
| 6 | Helmut Brenneisen (Lok Rostock)          | 0  | 0  | 0  | 0  | 1  |    | 1  | 1  | 3      |
| 7 | Jürgen Karassek (Aufbau Börde Magdeburg) | 0  | 0  | 1  | 0  | 0  | 0  |    | ½  | 1½     |
| 8 | Klaus Müller (Greika Greiz)              | ½  | 0  | 0  | 0  | 0  | 0  | ½  |    | 1      |

Gruppe 2
|   | Teilnehmer                            | 01 | 02 | 03 | 04 | 05 | 06 | 07 | 08 | Punkte |
| - | ------------------------------------- | -- | -- | -- | -- | -- | -- | -- | -- | ------ |
| 1 | Thomas Casper (Vorwärts Strausberg)   |    | 0  | 1  | 1  | 1  | 1  | ½  | 1  | 5½     |
| 2 | Peter Enders (Funkwerk Erfurt)        | 1  |    | 0  | ½  | 1  | ½  | 1  | 1  | 5      |
| 3 | Peter Hesse (Motor SO Magdeburg)      | 0  | 1  |    | ½  | ½  | 1  | ½  | 1  | 4½     |
| 4 | Jens Lang (Buna Halle-Neustadt)       | 0  | ½  | ½  |    | 0  | 1  | 1  | ½  | 3½     |
| 5 | Matthias Schurade (Lok Mitte Leipzig) | 0  | 0  | ½  | 1  |    | 1  | 0  | 0  | 2½     |
| 6 | Andreas Jahnel (Lok Rostock)          | 0  | ½  | 0  | 0  | 0  |    | 1  | 1  | 2½     |
| 7 | Hartmut Schulz (Vorwärts Strausberg)  | ½  | 0  | ½  | 0  | 1  | 0  |    | ½  | 2½     |
| 8 | Gunter Tiedt (Vorwärts Stallberg)     | 0  | 0  | 0  | ½  | 1  | 0  | ½  |    | 2      |

Gruppe 3
|   | Teilnehmer                                    | 01 | 02 | 03 | 04 | 05 | 06 | 07 | 08 | Punkte |
| - | --------------------------------------------- | -- | -- | -- | -- | -- | -- | -- | -- | ------ |
| 1 | Gernot Gauglitz (Post Dresden)                |    | 0  | 1  | 1  | 1  | ½  | 1  | 1  | 5½     |
| 2 | Helmut Roßmann (Motor SO Magdeburg)           | 1  |    | 1  | ½  | ½  | ½  | 1  | 1  | 5½     |
| 3 | Christian Steudtmann (Lok/TH Karl-Marx-Stadt) | 0  | 0  |    | 1  | 1  | 1  | 1  | 1  | 5      |
| 4 | Joachim Brüggemann (Funkwerk Erfurt)          | 0  | ½  | 0  |    | 1  | 1  | 1  | ½  | 4      |
| 5 | Bodo Starck (AdW Berlin)                      | 0  | ½  | 0  | 0  |    | ½  | 1  | 1  | 3      |
| 6 | Michael Recknagel (Motor Suhl)                | ½  | ½  | 0  | 0  | ½  |    | ½  | 1  | 3      |
| 7 | Jörg Tetzlaff (Chemie Wolfen)                 | 0  | 0  | 0  | 0  | 0  | ½  |    | 1  | 1½     |
| 8 | Horst Broberg (SG Leipzig)                    | 0  | 0  | 0  | ½  | 0  | 0  | 0  |    | 0½     |

## Meisterschaft der Damen
In einem stark besetzten Feld wurde Iris Bröder erstmals DDR-Meisterin. Nur Brigitte Burchardt konnte mithalten. Im Verfolgerfeld befand sich nach mehrjähriger Pause Marion Worch.

### Abschlusstabelle
|    | Teilnehmer                         | 01 | 02 | 03 | 04 | 05 | 06 | 07 | 08 | 09 | 10 | 11 | 12 | 13 | 14 | Punkte |
| -- | ---------------------------------- | -- | -- | -- | -- | -- | -- | -- | -- | -- | -- | -- | -- | -- | -- | ------ |
| 01 | Iris Bröder (Buna Halle-Neustadt)  |    | 1  | ½  | ½  | 1  | 1  | ½  | 1  | ½  | 1  | 1  | 1  | 1  | 1  | 11     |
| 02 | Brigitte Burchardt (AdW Berlin)    | 0  |    | 1  | 1  | 1  | ½  | ½  | 1  | 1  | 1  | ½  | 1  | 1  | 1  | 10½    |
| 03 | Ines Starck (AdW Berlin)           | ½  | 0  |    | ½  | 1  | ½  | ½  | ½  | 1  | 1  | 1  | 1  | 1  | 0  | 08½    |
| 04 | Annett Wagner-Michel (AdW Berlin)  | ½  | 0  | ½  |    | 0  | ½  | ½  | 0  | 1  | ½  | 1  | 1  | 1  | 1  | 07½    |
| 05 | Martina Keller (MK Allstedt)       | 0  | 0  | 0  | 1  |    | ½  | 1  | ½  | ½  | 1  | ½  | ½  | 0  | 1  | 06½    |
| 06 | Marion Worch (Buna Halle-Neustadt) | 0  | ½  | ½  | ½  | ½  |    | 1  | ½  | ½  | 1  | 0  | 0  | 1  | ½  | 06½    |
| 07 | Eveline Nünchert (PH Potsdam)      | ½  | ½  | ½  | ½  | 0  | 0  |    | 1  | ½  | ½  | ½  | ½  | 1  | ½  | 06½    |
| 08 | Carola Manger (Motor Weimar)       | 0  | 0  | ½  | 1  | ½  | ½  | 0  |    | 0  | 0  | 1  | ½  | 1  | ½  | 05½    |
| 09 | Kirsten Kowalewski (Lok Rostock)   | ½  | 0  | 0  | 0  | ½  | ½  | ½  | 1  |    | 1  | 0  | ½  | ½  | ½  | 05½    |
| 10 | Gudula Jahn (Buna Halle-Neustadt)  | 0  | 0  | 0  | ½  | 0  | 0  | ½  | 1  | 0  |    | 1  | ½  | ½  | 1  | 05     |
| 11 | Sylvia Wenzel (TSG Wittenberg)     | 0  | ½  | 0  | 0  | ½  | 1  | ½  | 0  | 1  | 0  |    | ½  | ½  | ½  | 05     |
| 12 | Hannelore Kube (Medizin Erfurt)    | 0  | 0  | 0  | 0  | ½  | 1  | ½  | ½  | ½  | ½  | ½  |    | ½  | ½  | 05     |
| 13 | Constanze Jahn (Post Crimmitschau) | 0  | 0  | 0  | 0  | 1  | 0  | 0  | 0  | ½  | ½  | ½  | ½  |    | 1  | 04     |
| 14 | Heidrun Bade (PH Potsdam)          | 0  | 0  | 1  | 0  | 0  | ½  | ½  | ½  | ½  | 0  | ½  | ½  | 0  |    | 04     |

### Dreiviertelfinale
Das Dreiviertelfinale der Damen fand vom 13. bis 19. Juli 1981 in Aken statt. Hauptschiedsrichterin war Doris Behrens. In allen drei Gruppen setzte sich jeweils eine Spielerin sehr souverän durch.
Gruppe 1
|   | Teilnehmer                              | 01 | 02 | 03 | 04 | 05 | 06 | 07 | 08 | Punkte |
| - | --------------------------------------- | -- | -- | -- | -- | -- | -- | -- | -- | ------ |
| 1 | Ulricke Seidemann (PH Potsdam)          |    | ½  | 1  | 1  | ½  | 1  | 1  | 1  | 6      |
| 2 | Sylvia Wenzel (TSG Wittenberg)          | ½  |    | ½  | 1  | 1  | 0  | ½  | 1  | 4½     |
| 3 | Carola Manger (Motor Weimar)            | 0  | ½  |    | 1  | 1  | ½  | ½  | ½  | 4      |
| 4 | K. Müller (Motor Gohlis Nord Leipzig)   | 0  | 0  | 0  |    | 1  | 1  | ½  | 1  | 3½     |
| 5 | Katja Sommaro (Aktivist Schwarze Pumpe) | ½  | 0  | 0  | 0  |    | 1  | 1  | ½  | 3      |
| 6 | Angelika Rieks (AdW Berlin)             | 0  | 1  | ½  | 0  | 0  |    | ½  | 1  | 3      |
| 7 | S. Wetzel (Traktor Gnoien)              | 0  | ½  | ½  | ½  | 0  | ½  |    | ½  | 2½     |
| 8 | Claudia Schimpf (Metall Gera)           | 0  | 0  | ½  | 0  | ½  | 0  | ½  |    | 1½     |

Gruppe 2
|   | Teilnehmer                       | 01 | 02 | 03 | 04 | 05 | 06 | 07 | 08 | Punkte |
| - | -------------------------------- | -- | -- | -- | -- | -- | -- | -- | -- | ------ |
| 1 | Ines Starck (AdW Berlin)         |    | ½  | 1  | 1  | 1  | 1  | 1  | 1  | 6½     |
| 2 | Gudula Jahn (Post Crimmitschau)  | ½  |    | 1  | ½  | ½  | ½  | 1  | 1  | 5      |
| 3 | Kirsten Kowalewski (Lok Rostock) | 0  | 0  |    | ½  | ½  | 1  | 1  | 1  | 4      |
| 4 | Irene Winter (Motor Weimar)      | 0  | ½  | ½  |    | ½  | 0  | 1  | 1  | 3½     |
| 5 | Petra von der Weth (Motor Suhl)  | 0  | ½  | ½  | ½  |    | 0  | ½  | 1  | 3      |
| 6 | Sonja Wolff (Metall Gera)        | 0  | ½  | 0  | 1  | 1  |    | 0  | 0  | 2½     |
| 7 | B. Schmelsky (Einheit Freiberg)  | 0  | 0  | 0  | 0  | ½  | 1  |    | 1  | 2½     |
| 8 | A. Lahn (Motor Falkensee)        | 0  | 0  | 0  | 0  | 0  | 1  | 0  |    | 1      |

Gruppe 3
|   | Teilnehmer                            | 01 | 02 | 03 | 04 | 05 | 06 | 07 | 08 | Punkte |
| - | ------------------------------------- | -- | -- | -- | -- | -- | -- | -- | -- | ------ |
| 1 | Constanze Jahn (Post Crimmitschau)    |    | ½  | 1  | ½  | 1  | 1  | 1  | 1  | 6      |
| 2 | Hannelore Kube (Medizin Erfurt)       | ½  |    | ½  | 1  | 0  | 1  | 1  | ½  | 4½     |
| 3 | Heidrun Bade (PH Potsdam)             | 0  | ½  |    | ½  | 1  | 1  | 1  | ½  | 4½     |
| 4 | Karin Timme (Rotation Schwedt)        | ½  | 0  | ½  |    | 1  | ½  | ½  | ½  | 3½     |
| 5 | E. Bauer (TSG Wittenberg)             | 0  | 1  | 0  | 0  |    | 0  | 1  | 1  | 3      |
| 6 | Kathrin Hamm (Motor Leipzig-Lindenau) | 0  | 0  | 0  | ½  | 1  |    | ½  | 1  | 3      |
| 7 | Anette Kühlmann (Stahl Blankenburg)   | 0  | 0  | 0  | ½  | 0  | ½  |    | 1  | 2      |
| 8 | Ursula Vogler (Wissenschaft Halle)    | 0  | ½  | ½  | ½  | 0  | 0  | 0  |    | 1½     |

## Jugendmeisterschaften
| Altersklasse | männlich                                  | weiblich                        |
| ------------ | ----------------------------------------- | ------------------------------- |
| 07/08        | Martin Kesting (Chemie IW Ilmenau)        | Manja Hirsack (SSG Zurow)       |
| 09/10        | Torsten Franz (Fortschritt Plauen)        | Grit Sonnenburg (WBK Berlin)    |
| 11/12        | Sven Jerie (Chemie Wolfen)                | Jana Spielmann (Chemie Guben)   |
| 13/14        | Henrik Teske (Motor Suhl)                 | Bettina Langner (Post Dresden)  |
| 15/16        | Dirk Poldauf (Lok Stralsund)              | Claudia Prußas (MoGoNo Leipzig) |
| 17/18        | Robert Jaster (Schifffahrt/Hafen Rostock) | Ines Starck (AdW Berlin)        |